# Футбольна асоціація Уельсу
Футбольна асоціація Уельсу (валл. Cymdeithas Bêl-droed Cymru; англ. Football Association of Wales) — організація, що здійснює контроль і управління футболом в Уельсі. Заснована в 1876 році. Штаб квартира знаходиться в місті Кардіфф.
Асоціація організовує діяльність і управляє національними (чоловічою, жіночою) та молодіжними збірними з футболу. Під егідою асоціації проводяться чоловічий і жіночий чемпіонати Уельсу, а також багато інших змагань.
Футбольна асоціація Уельсу — третя за віком національна футбольна асоціація в світі після англійської та шотландської. Спільно з ними, а також з Ірландською футбольною асоціацією та ФІФА входить в Міжнародну раду футболу, яка відповідає за правила гри у футбол.